# Cal·ligrafia islàmica

Bàsmala en cal·ligrafia islàmica otomana del (estil thúluth)

La cal·ligrafia islàmica és l'art de l'escriptura manuscrita i la cal·ligrafia en les llengües que empren l'alfabet àrab o els altres alfabets que en deriven. Inclou la cal·ligrafia àrab, la persa, l'otomana, l'afganesa, la pakistanesa i l'índia. En àrab es coneix com a khatt arabí (خط عربي, ẖaṭṭ ʿarabī), que etimològicament significa ‘línia àrab’.
El seu desenvolupament està íntimament relacionat amb l'Alcorà, els capítols i fragments del qual són un text comú i gairebé universal que serveix de base per a la cal·ligrafia. Encara que el llibre sagrat de l'islam no prohibeix expressament les representacions artístiques de persones i animals, tradicionalment s'ha limitat el nombre de dibuixos dels llibres islàmics per evitar caure en la idolatria. Tanmateix, en el món antic, els artistes sovint eludien aquesta prohibició fent servir línies de text diminutes per formar contorns i imatges. La cal·ligrafia era una manifestació artística molt preuada i fins i tot es considerava una virtut. Per exemple, un proverbi àrab diu que «la puresa de l'escriptura és la puresa de l'ànima».
Tanmateix, la cal·ligrafia islàmica no es limita a temes, objectes o espais estrictament religiosos. Igual que la resta de formes d'art islàmic, comprèn una gran varietat d'obres creades en contextos molt diversos. La importància de la cal·ligrafia en l'art islàmic no està relacionada directament amb la seva tradició no-figurativa, sinó que reflecteix el lloc central de l'escriptura i els textos manuscrits en l'islam. Segons un hadit, Mahoma digué que «la primera cosa que Déu creà fou el càlam».
La cal·ligrafia islàmica s'ha desenvolupat a partir de dos grans estils, el cúfic i el naskh. N'hi ha diverses variants de cadascun, a més d'estils regionals. Des del principi del període postcolonial a l'Orient Pròxim, la cal·ligrafia àrab i persa s'han integrat en l'art modern, així com en l'estil més recent dels cal·ligrafits.